# The Marshall Mathers LP
The Marshall Mathers LP este al treilea album de studio al rapperului american Eminem. Lansat pe data de 23 mai 2000, albumul s-a vândut în peste 1.76 milioane de exemplare în prima săptămână, doar în SUA. În 2001 albumul a câștigat premiul Grammy pentru "Cel mai bun album rap" fiind și nominalizat pentru premiul "Albumul anului". Până la data de 13 mai 2012, albumul s-a vândut în 10.598.000 de exemplare în SUA. Până în 2005 materialul se vânduse în peste 19 milioane de copii în întreaga lume. 
The Marshall Mathers LP a fost catalogat ca unul dintre cele mai bune albume hip-hop din toate timpurile de către revistele Rolling Stone, Time și XXL. Rolling Stone a clasat albumul pe locul 7 în topul celor mai bune albume ale anilor 2000, aceeași publicație plasând materialul pe locul 244 în Lista celor mai bune 500 de albume ale tuturor timpurilor. În 2010, Rhapsody a desemnat The Marshall Mathers LP ca fiind cel mai bun album rap aparținând unui artist alb.

## Tracklist
1. "Public Service Announcement 2000" (0:25 - skit)
2. "Kill You" (Marshall Mathers, Andre Young, Melvin Bradford) (4:24)
3. "Stan" (Mathers, Dido Armstrong, Paul Herman) (6:44 - cu Dido)
4. "Paul" (0:10 - skit)
5. "Who Knew" (Mathers, Young, Bradford, Mike Elizondo) (3:47)
6. "Steve Berman" (0:53 - skit)
7. "The Way I Am" (Mathers) (4:50)
8. "The Real Slim Shady" (Mathers, Young, Coster, Elizondo) (4:44)
9. "Remember Me?" (Mathers, Young, Eric Collins, Kirk Jones) (3:38 - cu RBX și Sticky Fingaz)
10. "I'm Back" (Mathers, Young, Bradford) (5:10)
11. "Marshall Mathers" (Mathers, Jeff Bass, Mark Bass) (5:20)
12. "Ken Kaniff" (1:01 - skit)
13. "Drug Ballad" (Mathers, J. Bass, M. Bass) (5:00)
14. "Amityville" (Mathers, J. Bass, M. Bass, Rufus Johnson) (4:14 - cu Bizarre)
15. "Bitch Please II" (Mathers, Young, Bradford, Elizondo, Calvin Broadus, Alvin Joiner, Nathaniel Hale) (4:48 - cu Dr. Dre, Snoop Dogg, Xzibit și Nate Dogg)
16. "Kim" (Mathers, J. Bass, M. Bass) (6:17)
17. "Under the Influence" (Mathers, Denaun Porter, Von Carlisle, Ondre Moore, Johnson, DeShaun Holton) (4:48 - cu D12)
18. "Criminal" (Mathers, J. Bass, M. Bass) (5:21)

## Single-uri
- "The Real Slim Shady" (2000)
- "The Way I Am" (2000)
- "Stan" (2000)